# Castello Santa Maria Tirano

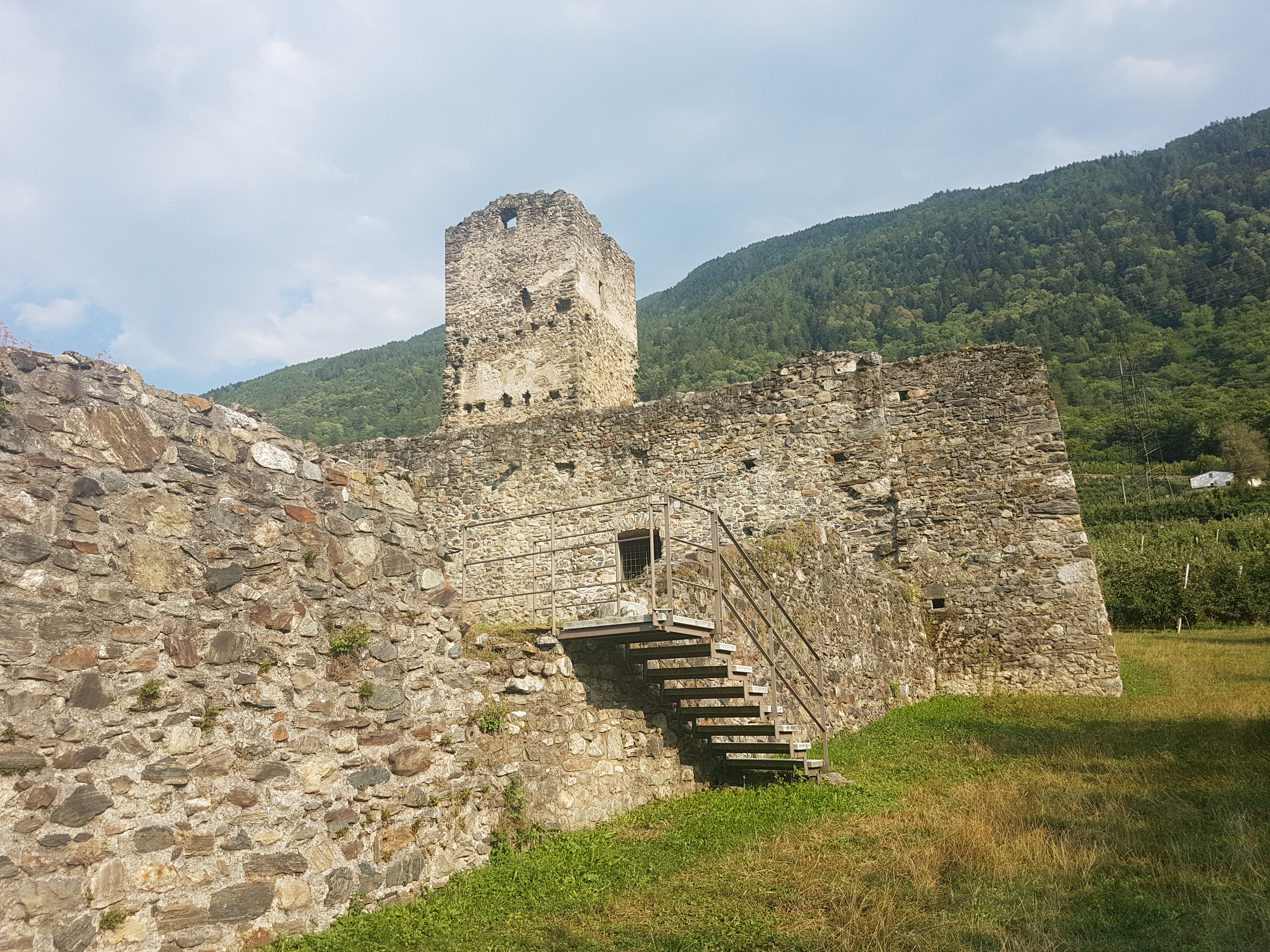

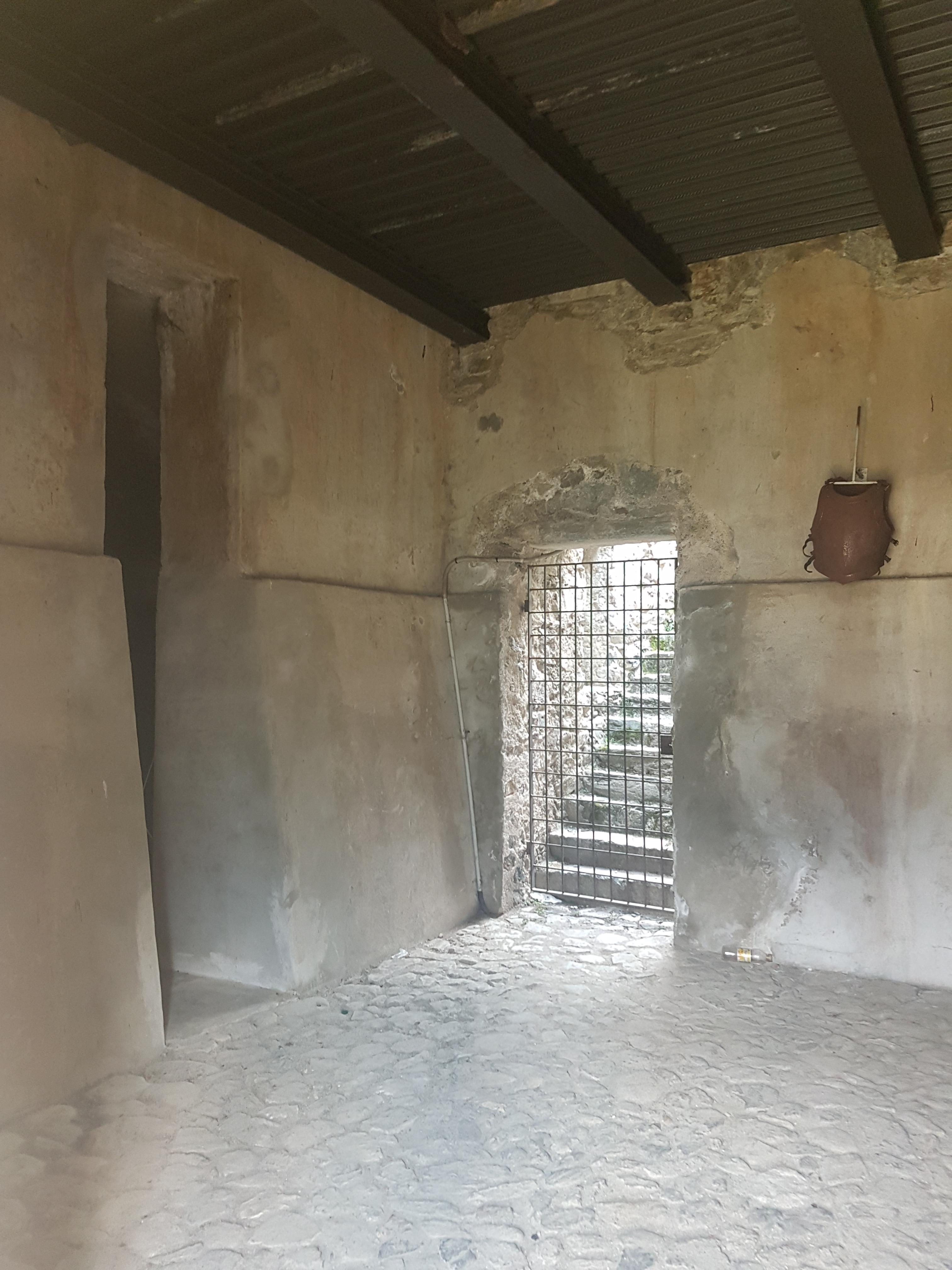
Sichtbarer Innenraum des Castello

Das Castello Santa Maria in Tirano, ugs. auch Castellaccio genannt, ist die teilweise restaurierte Ruine einer Hangburg auf 480 m s.l.m., die zusammen mit der Stadtbefestigung 1492/1493 durch das Herzogtum Mailand errichtet wurde (Ludovico Maria Sforza, von 1494 bis 1499 und 1500 Herzog von Mailand) und bis heute teilweise noch besteht.

## Name
Das Castello Santa Maria wurde nach einer in der Nähe befindlichen, inzwischen längst abgegangenen Kapelle, die Maria gewidmet war, benannt.

## Geschichte
Tirano liegt seit alters her an einem Kreuzungspunkt zwischen der Nord-Süd-Verbindung vom Rheintal in die Po-Ebene und das Südtirol und in die Gegend des Comer Sees. Im 11. Jahrhundert bestand bereits im nahe gelegenen Ortsteil Dosso die Burg Dosso und Triano entwickelte sich am linken Ufer des Flusses Adda unterhalb der Burg. Diese Burg Dosso wurde von den Graubündnern vermutlich 1487 zerstört.
Im Auftrag von Ludovico Sforza (genannt il Moro) wurde durch den italienisch Schweizer Bildhauer, Architekt und Ingenieur Giovanni Antonio Amadeo (1447–1522) die Stadtbefestigung und das Castello als Teil dieser Stadtbefestigung (Ringmauer) ab etwa 1487 geplant und in weiterer Folge errichtet. Die Stadtmauer wurde durch die drei heute noch erhaltenen Tore, Porta Poschiavina in Richtung Bernina, Porta Milanese und Porta Bormina geöffnet und durch den Zugang über das Castello. Diese Stadtbefestigung wurde 1512 mit der Besetzung durch die Graubündner zu großen Teilen wieder zerstört.
Die Ringmauer der Stadtbefestigung das Castello wurden jedoch in der Zeit des Veltliner Mord (ital.: Sacro Macello) rasch wieder repariert bzw. errichtet und von den Spaniern zur Verteidigung der von den Schweizer Truppen in die Schlacht vom 11. September 1620 eroberten Stadt eingesetzt. Ab 1627 wurde beschlossen, alle bestehenden Befestigungsanlagen zu demontieren.
Die Ruine wurde 1938–1940 sowie 2000 teilweise wiederhergestellt, weitere Renovierungen sind laufend im Gange.

## Lage und Strategische Funktion des Castello
Die umliegenden Talschaften Chiavenna, Veltlin und Bormio waren schon seit dem Altertum von strategischer Bedeutung, da zahlreiche Verkehrsverbindungen zwischen der Poebene und der Alpennordseite sie durchqueren. In diesen Gebieten überschnitten sich zwei wichtige geographische und politische Achsen: Wien–Mailand (Habsburg/Spanien) und Paris–Venedig–Rom (Frankreich/Venedig/Vatikanstaat), die immer wieder umstritten und begehrt waren.
Das Castello liegt etwa sieben Gehminuten vom Porta Milanese entfernt und etwa zehn Gehminuten von der historischen Altstadt. Die Burganlage hatte die Funktion, von der Bergseite aus überhöht, den Überblick über den Ort, die Talschaften und die Stadtbefestigung zu erhalten.

## Aufbau des Castello
Die Burganlage besteht aus einem viergeschossigen Viereckturm mit Giebeldach im Zentrum. Dieser Turm wird von einer inneren Ringmauer umschlossen, von der noch Reste erhalten sind. Diese Anlage bildet zusammen die „innere“ Burg. Die innere Burg wird wiederum von einer „äußeren“ Ringmauer mit halbrunder Eckbastion an der Bergseite umschlossen. In der Bastion sind noch die Schießkammern mit Geschützscharten erkennbar.
Die Burg war mit zwei Verbindungsmauern, die einen  Zwinger (ital.: „ricetto“) bildeten mit der Stadt verbunden. Dem Talhang entlang führt die Ringmauer der Stadtbefestigung bis zur Porta Bormina im Osten. Von dort verlief die Stadtbefestigung nordwärts zum Fluss Adda, entlang der Adda westwärts bis wieder auf die Höhe der Burg. Von hier stieg die Ringmauer nach Süden wieder zur Burg an. Die Mauern waren mit mindestens zehn viereckigen Wehrtürmen ergänzt, drei davon sind noch erkennbar.